# Ośrodek Kultury Kaszubsko-Pomorskiej
Ośrodek Kultury Kaszubsko-Pomorskiej działa od 2003 w filii nr 15 Miejskiej Biblioteki Publicznej w Gdyni. Został powołany przez bibliotekę, przy współpracy z Zrzeszeniem Kaszubsko-Pomorskim oraz Urzędem Miasta Gdyni. Jego głównym celem jest gromadzenie piśmiennictwa w języku kaszubskim i polskim, dotyczącego Gdyni, Kaszub i Pomorza.
Wiele archiwalnych roczników miesięczników sprezentował mu ksiądz Hilary Jastak. Placówka jest bazą dydaktyczną. Ośrodek Kultury Kaszubsko-Pomorskiej, poza gromadzeniem i udostępnianiem książek oraz czasopism, organizuje również spotkania i wykłady. Ponadto współpracuje także z gdyńskimi szkołami.